# Sam Muldrow
Pour les articles homonymes, voir Muldrow.
Sam Muldrow, né le 8 juin 1988, à Florence en Caroline du Sud, est un joueur américain de basket-ball. Il évolue au poste de ailier fort.

## Parcours universitaire
- 2007 - 2011 :  Gamecocks de la Caroline du Sud NCAA I

## Clubs successifs
- 2011 - 2012 :  Aris Salonique (ESAKE)
- 2012 - 2013 :
  -  BC Dnipro-Azot (Superleague)
  -  BC Pieno žvaigždės (LKL)
- 2013 - 2014 :  BC Dnipro-Azot (Superleague)
- 2014 - 2015 :
  -  ALM Évreux (Pro B)
  -  1. FC Baunach (Pro A)
- 2015 :  Titanes del Licey (LNB)
- 2015 - 2016 :
  -  Keravnós Strovólou (Division A)
  -  KB Peja (Superleague)
  -  River Lions du Niagara (NBL)
- 2016-2017 :
  -  Rocket Gotha (Pro A)
  -  River Lions du Niagara (NBL)
- 2017-2018 :  River Lions du Niagara (LECB)
- 2018-2019 :  Vasco de Gama (NBB)
- 2019-2020 :  Express de Windsor (NBL)
- 2020 :  River Lions du Niagara (LECB)

## Récompenses
- Défenseur de l'année Southeastern Conference NCAA 2011 (Gamecocks de la Caroline du Sud)[1]
- Sélectionné dans l'équipe type défensive Southeastern Conference 2011 (Gamecocks de la Caroline du Sud)[1]

## Records
- Meilleur contreur de toute l'histoire des Gamecocks de la Caroline du Sud (275 contres sur 4 ans)[1]